# Физико-технический институт Уфимского университета науки и технологий
Физико-технический институт (баш. Физика-техника институты; ФТИ) — институт Уфимского университета науки и технологий (ранее — Башкирского государственного университета) в городе Уфе, занимающийся подготовкой в области специального физического образования. Ведёт свою историю с 1919 года.

## История

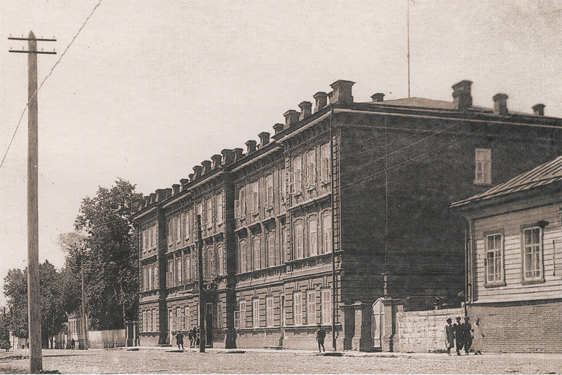
Здание Второго женского училища, где в 1924–1941 годах располагался физико-математический факультет

Осенью 1919 года в Уфе создан физический институт, который по 1931 год осуществлял преподавание физики, химии и биологии в Уфимском институте народного образования (с 1931 года — Башкирский государственный педагогический институт, с 1957 года — Башкирский государственный университет (ныне Уфимский университет науки и технологий)), где открыто физико-математическое отделение. В 1934 году отделение преобразовано в физико-математический факультет, который в 1924–1941 годах размещался в Здании Второго женского училища (ныне — улица Коммунистическая, 23).
В 1972 году физико-математический факультет разделен на два самостоятельных факультета — физический и математический. В том же году открыт новый учебный корпус — физико-математический корпус (улица Заки Валиди, 32), главный фасад которого напоминает логарифмическую линейку.
Специалистов по прикладной геофизике готовят в нефтяных и геолого-разведочных вузах на геологических факультетах. Единственным университетом, где на физическом факультете осуществляется подготовка в области нефтяной промысловой геофизики, является Уфимский университет науки и технологий. Геофизическое направление здесь основано в 1964 г. И.Л. Дворкиным (1929 – 1987), в тогда еще Башкирском государственном университете (ныне Уфимский университет науки и технологий). С 1987 г. по настоящее время кафедру геофизики возглавляет д.т.н., профессор, академик АН РБ Рим Абдуллович Валиуллин.
В 1980 году создана кафедра физической электроники на базе пяти научных групп, которыми руководили: Р. З. Бахтизин — эмиссионная электроника, А. Г. Акманов — лазерные технологии, В. М. Сапельников — информационно-измерительная техника, Н. М. Гарифуллин — полупроводниковая электроника, В. М. Ягодкин — микроэлектронные технологии. В 1999 году создана кафедра статистической радиофизики и связи на базе специализации «Информационные системы связи», функционировавшей в составе кафедры физической электроники с 1995 года.
В 2008 году создана кафедра физики и технологии наноматериалов как структурное подразделение Межведомственного научно-образовательного центра «Физика и технология кристаллических материалов» БашГУ (ныне Уфимский университет науки и технологий) и Института проблем сверхпластичности металлов РАН по инициативе директора ИСПМ Р. Р. Мулюкова.
2 ноября 2010 года Приказом ректора БашГУ (ныне Уфимский университет науки и технологий) А. Г. Мустафина физический факультет преобразован в физико-технический институт, так как на базе факультета открыты инженерные специальности. Директором института стал декан физического факультета Р. А. Якшибаев.

## Институт

### Кафедры
В составе института в настоящее время следующие кафедры:
- общей физики,
- теоретической физики,
- геофизики,
- прикладной физики,
- электроники и физики наноструктур .

### Руководство
Физико-математический факультет:
- 1934–1940 — декан Евгений Никитич Грибанов
- 1939–1942 — декан В. И. Смирнов
- 1965–1971 — декан Геннадий Иванович Жерехов

Физический факультет:
- 1972–1972 — декан Геннадий Иванович Жерехов
- 1972–1983 — декан Зуфар Фазылович Каримов
- 1983–1989 — декан Алмас Гайсиевич Акманов
- 1989–1991 — декан Фаниль Лутфурахманович Саяхов
- 1993–1994 — декан Роберт Асгатович Якшибаев
- 1994–1999 — декан Мухамет Хадисович Харрасов
- 2000–2010 — декан Роберт Асгатович Якшибаев

Физико-технический институт:
- 2010 — ? — директор Роберт Асгатович Якшибаев
- ? — 2024 — директор Ильдус Фанисович Шарафуллин
- 2024 — наст. время — директор Ильдар Вакифович Канафин

### Наука
Создана научная школа в области физики, а также школа магнитологии, созданная профессорами М. М. Фарзтдиновым и М. А. Шамсутдиновым. В 1957 году в здании водонапорной башни Уфы сотрудниками и студентами факультета организована обсерватория, проработавшая до 1976 года.

## Галерея

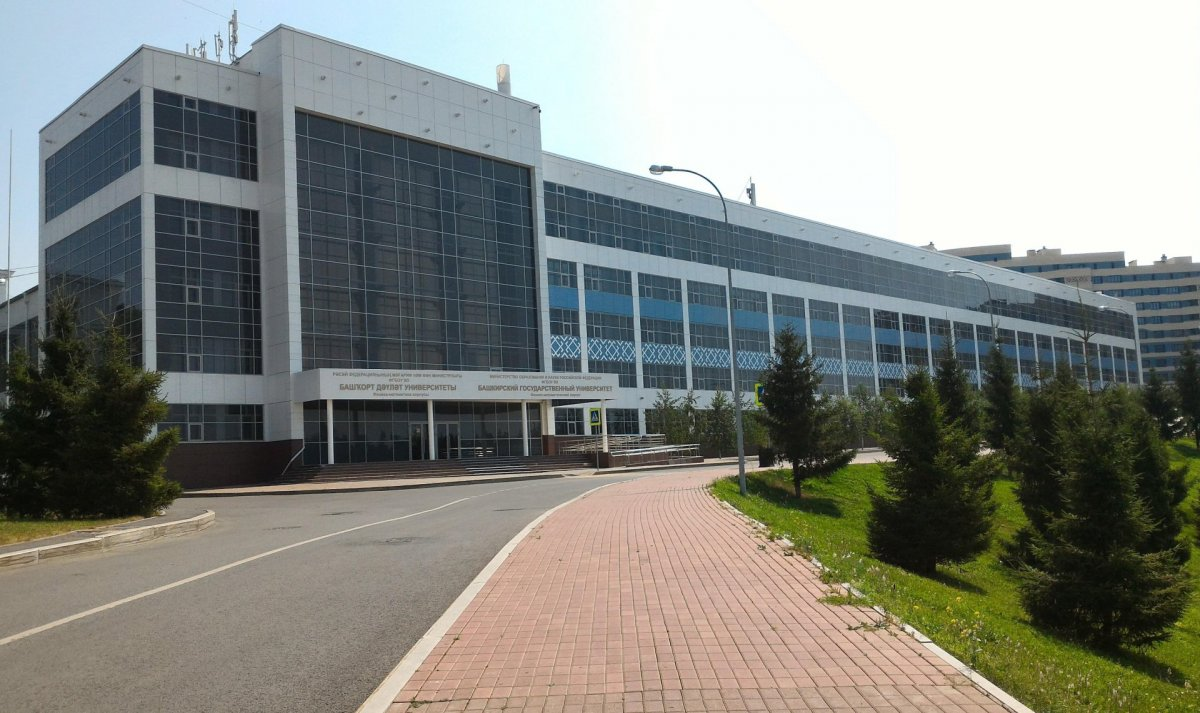
Здание физико-математического корпуса после реконструкции фасада (2019 год)
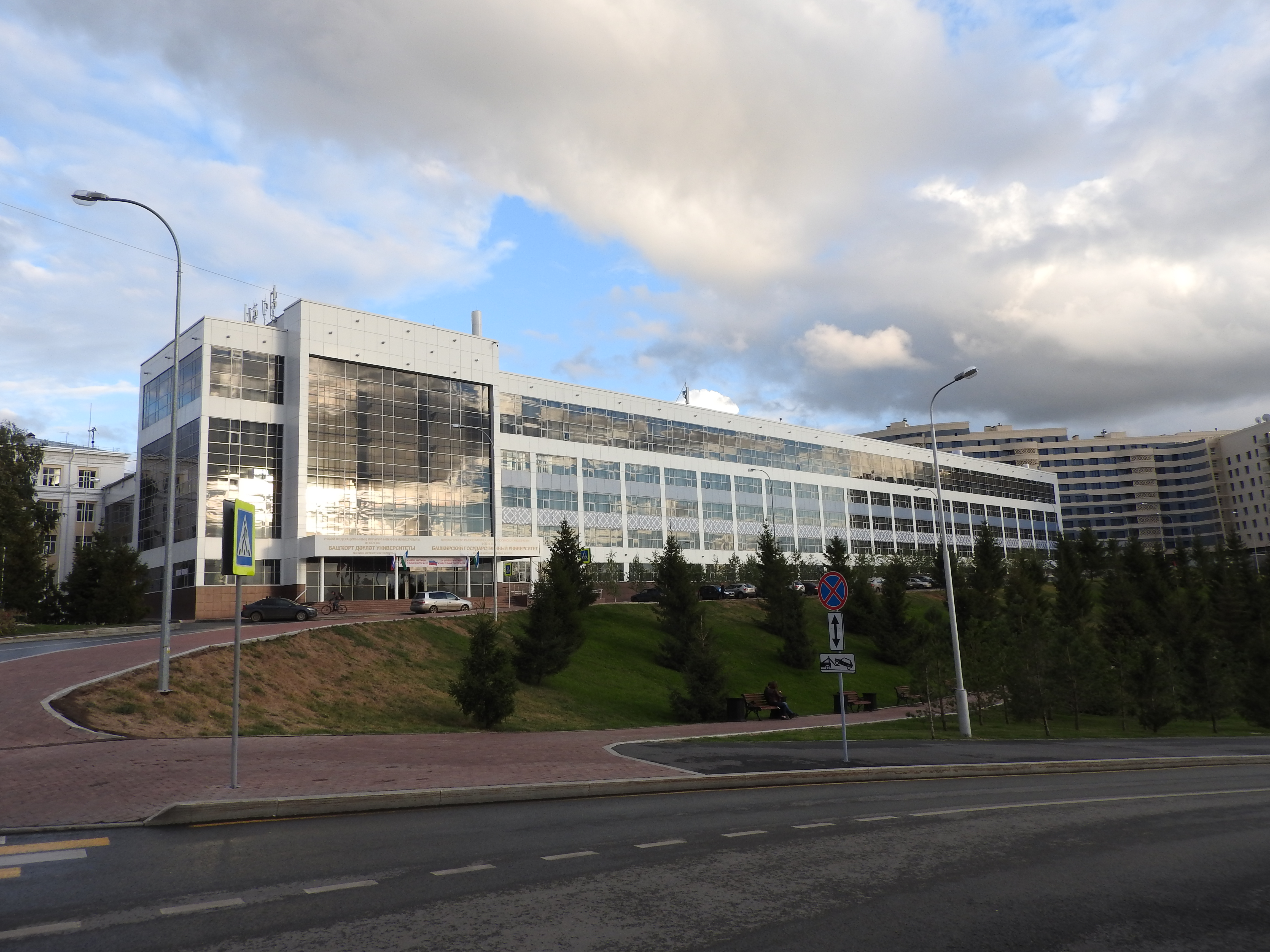
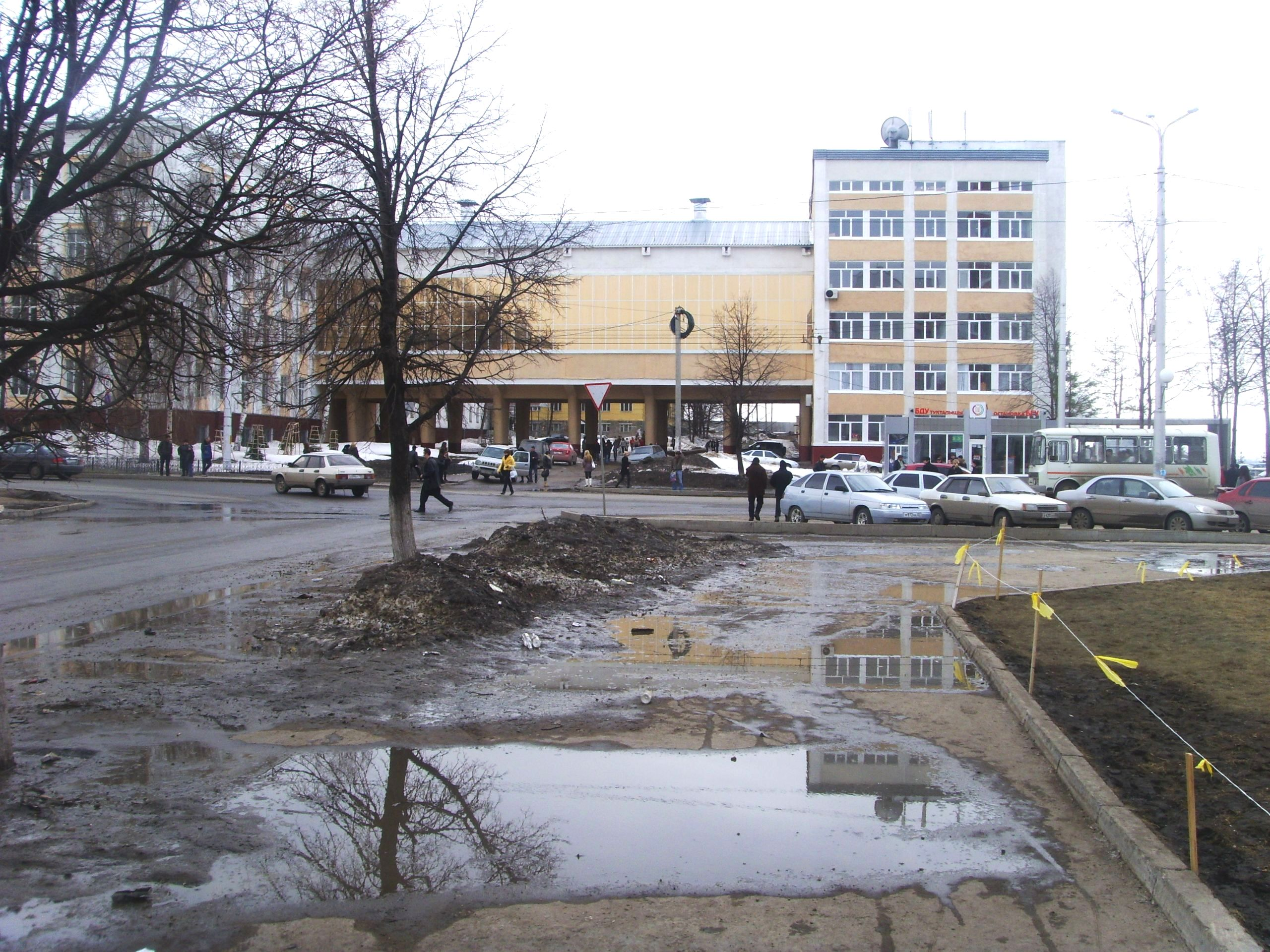
Переход между главным корпусом БашГУ (ныне Уфимский университет науки и технологий) и зданием физико-математического корпуса